# Speedtalk
La speedtalk (parola composta dall'unione dei termini inglesi speed + talk, cioè "conversazione veloce") è una immaginaria lingua artificiale creata da Robert A. Heinlein e descritta nel suo romanzo breve del 1949 Vortice Nero (Gulf). 
La speedtalk viene descritta come una lingua basata totalmente sulla logica che, nel corso della narrazione, adempie al suo scopo attraverso un'intrigante sviluppo nella trama. Il concetto alla base della lingua era che utilizzasse una sintassi complessa con un vocabolario minimo ed un esteso alfabeto fonemico (che include lettere come œ, ħ, ø e ʉ), il che la rendeva estremamente efficiente. 
In un esempio (l'unico fornito di traduzione), una singola parola significa:
Molte di queste idee sono state in seguito incorporate nella lingua Ithkuil.

## Esempi
Nel corso della storia vengono presentate due sole conversazioni in speedtalk, benché non decifrate. Eccole di seguito:
"œnɪe ʀ ħøg rylp"
"nU"
"tsʉmaeq?"
"nø!"
"zUlntsɨ."
"ɨpbitʹ New Jersey."